# David Fiodorovici Oistrah
David Fiodorovici Oistrah (în rusă Давид Фёдорович Ойстрах, n. 17/30 septembrie 1908, Odessa, Imperiul Rus – d. 24 octombrie 1974, Amsterdam, Țările de Jos) a fost un violonist, violist și dirijor rus, de origine evreiască. A rămas în lumea muzicală ca unul din cei mai mari violoniști ai secolului XX.